# サン＝マクシル
サン＝マクシル （Saint-Maxire）は、フランス、ヌーヴェル＝アキテーヌ地域圏、ドゥー＝セーヴル県のコミューン。

## 地理
県都ニオールの北半径10kmの範囲内にある。緑の谷を形成するセーヴル・ニオルテーズ川と接しており、コムギ畑に囲まれている。

## 人口統計
| 1962年 | 1968年 | 1975年 | 1982年 | 1990年 | 1999年 | 2008年 | 2013年 |
| ------ | ------ | ------ | ------ | ------ | ------ | ------ | ------ |
| 723    | 672    | 724    | 894    | 1057   | 1124   | 1132   | 1185   |

参照元:1962年から1999年までは複数コミューンに住所登録をする者の重複分を除いたもの。それ以降は当該コミューンの人口統計によるもの。1999年までEHESS/Cassini、2004年以降INSEE。

## 姉妹都市
- サン・パンデロン、フランス